# Bourg-Achard

Bourg-Achard este o comună în departamentul Eure, Franța. În 1 ianuarie 2022 avea o populație de 4.029 de locuitori.